# Seznam športnih šibrenic
Seznam najpomembnejših sodobnih športnih šibrenic.

## Abecedni seznam
(ime (država proizvajalka))

### B
- Benelli M3 (Italija)
- Benelli Nova (Italija)
- Benelli Super Sport (Italija)
- Benelli Sport II (Italija)
- Benelli Tornado (Italija)
- Beretta AL 391 (Italija)
- Beretta UGB25 (Italija)

### M
- Mossberg 500 (ZDA)
- Mossberg 590 (ZDA)
- Mossberg 535 ATS (ZDA)
- Mossberg 835 Ulti-Mag (ZDA)

### W
- Winchester Defender 1300 (ZDA)